# جولي آن سان جوزيه
جولي آن سان جوزيه هي مغنية فلبينية، ولدت في 17 مايو 1974 في كيزون في الفلبين.

## وصلات خارجية
- الموقع الرسمي
- جولي آن سان جوزيه على موقع IMDb (الإنجليزية)
- جولي آن سان جوزيه على موقع ميوزك برينز (الإنجليزية)
- جولي آن سان جوزيه على موقع قاعدة بيانات الفيلم (الإنجليزية)